# チュルク祖語
チュルク祖語（チュルクそご、英: Proto-Turkic、露: Пратюркский、土: Ana Türkçe, Ön Türkçe, Proto Türkçe、あるいはテュルク祖語）は、チュルク語族の祖語の言語。チュルク語族諸言語から歴史比較言語学的手法により再構された。
かつては、系統関係の研究により、ウラル・アルタイ語族、その後は、アルタイ語族に属するとされていた。しかし近年は、これらの系統関係はどれも通説ではなくなっている。

## 音韻体系

### 母音
*e 以外のすべての母音は長母音を持つ（長母音はマクロンで示されている）。
第一音節に弱化母音は現れないが、長母音が出現できる。
|                                 | 前     | 前     | 後     | 後     |
| 円唇                            | 非円唇 | 円唇   | 非円唇 |        |
| ------------------------------- | ------ | ------ | ------ | ------ |
| 高母音                          | *ü, *ǖ | *i, *ī | *u, *ū | *ï, ï̄  |
| 半高母音（英: half-low vowels） | *ö, *ȫ | *ė, *ė̄ | *o, *ō | ―      |
| 低母音                          | *e     | *e     | *a, *ā | *a, *ā |

かつてはチュヴァシ語の ï に対応する古チュルク語の a に対して後母音系列非円唇の位置に *ë が再構されたが、現在では否定されている。
非第一音節には長母音がないが、弱化母音が出現できる。弱化母音はブレーヴェによって示される。古チュルク語では弱化した高母音が失われて、連鎖推移によって半高母音が高舌化して高母音になった。
|          | 前     | 前     | 後     | 後     |
| 円唇     | 非円唇 | 円唇   | 非円唇 |        |
| -------- | ------ | ------ | ------ | ------ |
| 高母音   | *ü, *ü̆ | *i, *ĭ | *u, *ŭ | *ï, ï̆  |
| 半高母音 | *ö, *ö̆ | *ė, *ė̆ | *o, *ŏ | ―      |
| 低母音   | *e, *ĕ | *e, *ĕ | *a, *ă | *a, *ă |

#### 二重母音の可能性
現在知られているすべてのチュルク諸語には、それ以前の段階に二重母音が存在したり、*w や *y のような半母音を伴った母音があったりした証拠はないが、一部の借用語などからこの可能性は排除できない。

### 子音
正確な音声的特徴は不明だが、チュルク祖語の阻害音には硬音と軟音の対立があったことが分かっている。
|              |              | 唇音 | 歯茎音 | 口蓋化音 | 舌背音 |
| ------------ | ------------ | ---- | ------ | -------- | ------ |
| 破裂音       | 硬音         | (*p) | *t     |          | *k     |
| 破裂音       | 軟音         | *b   | (*d)   |          | (*g)   |
| 破擦音       | 硬音         |      |        | *č       |        |
| 破擦音       | 軟音         |      |        | なし     |        |
| 摩擦音       | 硬音         |      | *s     | *š       | *h     |
| 摩擦音       | 軟音         |      | *z     |          |        |
| 鼻音         | 鼻音         | *m   | *n     | *ń       | *ŋ     |
| 側面音       | 側面音       |      | *l     |          |        |
| ローティック | ローティック |      | *r     |          |        |
| 接近音       | 接近音       |      |        | *y       |        |

#### 頭子音
*n, *m, *ŋ, *l, *r, *z は頭子音として現れない。（*ń は現れるので注意）

#### 語頭の阻害音
チュルク祖語よりも古い段階で *k : *g, *t : *d の対立も中和されていたため、*g と *d はモンゴル語族などとの（借用語の）比較を通じてしか知ることができない。また特に *g はモンゴル語族と接触した時点でもすでに語頭で失われていたらしく、再構の根拠をえることが難しい。
チュルク祖語よりも古い段階の語頭の *p は両唇摩擦音の段階を経たのちに *h（*x とも書かれる）に変化し、*h はウズベク語などをのぞくほとんどの子孫で失われた。*h は古チュルク文字では表記されていないが、チベット語話者・中国語話者による音写から一部の古チュルク語の方言では保存されていたことが分かっている。
語頭の *š はより早い段階の *si- に由来する。

#### *y-
モンゴル語族との（借用語の）比較から、チュルク祖語の語頭の *y は *y-, *d(i)-, *ń に由来していることが分かっている。これらはそれぞれモンゴル語の y-, d(i)-, ni- に対応する。*y- は多くのチュルク諸語でその起源に関係なく *ǰ に変化している。